# 平成30年台風第21号
平成30年台風第21号（へいせい30ねんたいふうだい21ごう、アジア名：チェービー/Jebi/제비、命名:韓国、意味:つばめ、フィリピン名：メイメイ/Maymay）は、2018年8月28日に発生し、9月4日に日本に上陸した台風。25年ぶりに「非常に強い」勢力で日本に上陸し、近畿地方を中心に甚大な被害を出した。

## 台風の動き
| 進路図 |  | MODISによる21号の画像 |
| 進路図 |  | MODISによる21号の画像 |

8月25日頃にマーシャル諸島近海で形成した低圧部が、27日9時に熱帯低気圧に発達。合同台風警報センター（JTWC）は、同日11時（UTC 2時）に熱帯低気圧形成警報（TCFA）を発し、18時（UTC 9時）に熱帯低気圧番号25Wを付番した。熱帯低気圧は28日9時、南鳥島近海の北緯15度25分、東経157度00分で台風となり、アジア名チェービー（Jebi）と命名された。21号が8月に発生するのは1971年に次ぎ2番目に早い発生である。8月に発生した台風の数は9個となり、これは1951年統計開始以来2番目に多い数である。
台風は速いペースで発達し29日には暴風域を伴い、同日15時には強い勢力に、30日15時には非常に強い勢力に、そして31日9時には猛烈な勢力に発達した。台風は西進し、9月2日17時（フィリピン標準時16時）に台風はフィリピン大気地球物理天文局（PAGASA）の監視領域に進入したため、フィリピン名メイメイ（Maymay）と命名された。
その後も高知県の一部を暴風域に巻き込みながら北上し、非常に強い勢力を維持したまま4日12時頃徳島県南部に上陸した。上陸時の中心気圧は950hPa、最大風速は45m/sで、非常に強い勢力のまま上陸するのは1993年の台風13号以来25年ぶりとなる。同日14時頃には兵庫県神戸市付近に再上陸した。台風は上陸後さらに速度を速めて若狭湾を抜け、5日9時に間宮海峡の北緯47度、東経139度で温帯低気圧に変わった。
事後解析でも非常に強い勢力で日本に上陸したと解析され、「25年ぶり非常に強い勢力での日本列島上陸」は正式記録となった。

## 気象状況
| 21号の風速や気圧などの推移 |  | 9月4日の関西国際空港における最大風速のグラフ |
| 21号の風速や気圧などの推移 |  | 9月4日の関西国際空港における最大風速のグラフ |

台風の接近に伴い、近畿・東海・北陸・北海道を中心に記録的な暴風となった。最大瞬間風速は、全国927の風の観測点のうち、近畿で33、北海道で22、東海で21、北陸で12など、合計100の観測点で観測史上最大値を更新した。和歌山市では57.4m/sの最大瞬間風速を観測し、1961年の第2室戸台風時の記録を超える観測史上1位の値となったほか、大阪市で観測した47.4m/sの最大瞬間風速は半世紀ぶりの記録となった。
また大阪湾と紀伊水道の沿岸では記録的な高潮となり、6地点でそれまでの観測史上最高潮位を超え、このうち大阪と神戸では第2室戸台風時の記録を超えた。この高潮は、気圧低下に伴う吸い上げ効果と強い南風による吹き寄せ効果によりもたらされた。気象庁では、台風が接近する前から、大阪湾では第2室戸台風で記録された最高潮位に匹敵する高潮になる恐れがあることを発表していた。
ウェザーニューズの調査によると、この台風では、「危険半円」と呼ばれる台風の進行方向右側（東側）で停電が集中して発生しており、その地域で暴風になったとみられる。一般に台風の進行方向右側では、台風に吹き込む反時計回りの風と台風自身の進行速度により、左側よりも風が強くなる。またこの台風は、1950年のジェーン台風や第2室戸台風とよく似た進路をたどっている。
最大瞬間風速
1. 58.1 m/s（209.2 km/h）： 関空島 （大阪府、13時38分）
2. 57.4 m/s（206.6 km/h）： 和歌山 （和歌山県、13時19分）
3. 55.3 m/s（199.1 km/h）： 室戸岬 （高知県、11時53分）
4. 51.8 m/s（186.5 km/h）： 友ケ島 （和歌山県、13時14分）
5. 51.2 m/s（184.3 km/h）： 熊取 （大阪府、13時40分）
6. 50.3 m/s（181.1 km/h）： 日和佐 （徳島県、11時05分）
7. 48.8 m/s（175.7 km/h）： 蒲生田 （徳島県、11時13分）
8. 47.9 m/s（172.4 km/h）： 敦賀 （福井県、15時00分）
9. 47.4 m/s（170.6 km/h）： 大阪 （大阪府、14時03分）
10. 46.3 m/s（166.7 km/h）： セントレア （愛知県、14時17分）
11. 46.2 m/s（166.3 km/h）： 彦根 （滋賀県、14時13分）
12. 45.8 m/s（164.9 km/h）： 南紀白浜 （和歌山県、11時33分）
13. 45.3 m/s（163.1 km/h）： 神戸空港 （兵庫県、13時55分）
14. 45.0 m/s（162.0 km/h）： 尾鷲 （三重県、13時30分）

最高潮位
1. 329 cm： 大阪 （大阪府、14時18分）
2. 316 cm： 御坊 （和歌山県、12時48分）
3. 233 cm： 神戸 （兵庫県、14時09分）
4. 203 cm： 阿波由岐 （徳島県、12時08分）
5. 202 cm： 名古屋 （愛知県、14時58分）
6. 201 cm： 和歌山 （和歌山県、13時05分）
7. 194 cm： 室戸岬 （高知県、10時50分）
8. 179 cm： 淡輪 （大阪府、15時10分）
9. 174 cm： 洲本 （兵庫県、15時13分）
10. 173 cm： 串本 （和歌山県、13時20分）
11. 168 cm： 小松島 （徳島県、12時16分）
12. 167 cm： 高松 （香川県、17時01分）
13. 165 cm： 宇野 （岡山県、16時57分）
14. 164 cm： 白浜 （和歌山県、13時02分）
15. 152 cm： 石廊崎 （静岡県、19時29分）

気象庁の資料を基に、最大瞬間風速は45 m/s（162 km/h）以上、最高潮位は150 cm以上を観測した地点で作成。日付はすべて9月4日。最高潮位は従前は3時間平均値であるのに対し、上記の潮位は短周期成分を除いた3分間平均値である。また検潮所の観測の他に土木学会による後日の調査による波の高さでは、大阪南港と兵庫県芦屋市で6メートル以上、大阪府堺市で5.4メートル、兵庫県洲本市で5メートル以上、和歌山港で4メートル以上に達していたことが判明した。

## 被害・影響
以下は2019年8月20日13時00分現在の総務省消防庁による被害状況の集計である。
- 死者14人
- 行方不明者0人
- 負傷者980人（重傷46人、軽傷934人）
- 住家の全壊68棟、半壊833棟、一部破損9万7009棟、床上浸水244棟、床下浸水463棟
- 公共建物被害1248棟、その他非住家被害5279棟

死者はいずれも、強風による転落・転倒や、飛来物に当たったことが原因とみられる（9月6日時点）。

### 強風による被害
- 大阪府[29]
  - 箕面市の瀧安寺では倒木により堂宇の屋根が陥没した。
  - 堺市では、屋根を修理しようとしていた1人が転落により死亡した。強風の影響とみられる[30]。
  - 泉佐野市の関西国際空港では暴風で航空燃料タンカーが関西国際空港連絡橋に衝突し一部破損。
  - 泉佐野市では電柱がドミノ倒しになり、停電した。
  - 東淀川区では菅原天満宮公園内に静態保存されている国鉄DF50形ディーゼル機関車（4号機）が暴風による被害を受け被災。その後2024年1月30日にそのまま解体・撤去された。
  - 吹田市や河内長野市でも屋根やベランダから転落して死亡した人がいた[28]。
  - 大阪市港区では、マンション8階に飛来したスレート材が窓ガラスを突き破り、破片が当たった1人が死亡した[28]。
  - 大阪市城東区では路上で倒れていた男性の死亡が確認された。飛ばされた門扉が当たった可能性があるとされた。また、西区ではクーラーボックスが頭部に当たった男性が死亡した[31]。
  - 大阪市住之江区の大阪府咲洲庁舎付近で車20台以上が横転するなど、強風により各地で車が吹き飛ばされたり横転したりする被害が発生した[32]。
  - 御堂筋に於いて、沿道のイチョウ並木の約1割に当たる81本が、倒木や幹の折損などの被害を受けた[33]。
  - 通天閣のLED照明が、台風で飛来物が当たるなどして破損し、一時期ライトアップができなくなった[34]。
- 京都府
  - JR西日本の京都駅の中央改札口付近で、駅ビルの天井ガラスの破損により3名が負傷した[35]。
  - 京都市左京区花背の自然体験学習施設「花背山の家」で野外活動のため宿泊していた京都市立大宅小学校の5年生約160人が、強風による倒木で道路が寸断されて孤立状態となった[36][37]。
  - 平野神社では桜数十本が倒れるとともに、京都府指定文化財である慶安3年（1650年）建立の拝殿が倒壊した[38][39][40]。
  - 鞍馬寺では境内の多くの大木が倒れたため、本殿への道が通れなくなり、拝観を長期間停止する事態となった。10月27日に本殿までケーブルカー経由で行けるようになり、表参道や奥の院・貴船方面への参道は11月中旬に復旧予定。[41]
  - 八幡市では、淀川河川公園・背割堤地区の桜並木が200本以上倒れた[42]。
  - 宇治市では、宇治神社の大鳥居が土台部分から折れて倒れた[40]。
  - 任天堂本社（京都府京都市）のビルにあるロゴ（Nintendo）の「N」が台風によって飛ばされた。[43]
- 滋賀県東近江市では金属加工業「メカトロエンジニアリング」の倉庫が倒壊し、1人が死亡、2人が負傷した[30]。
- 愛知県北名古屋市では1人が風にあおられて転倒し、死亡した[28]。
- 三重県四日市市では屋根を修理しようとしたとみられる男性が死亡した[44]。
- 長野県
  - 松本市では、長野縣護國神社の脇鳥居が強風により、平成29年台風第21号で倒壊した第二鳥居に引き続いて倒壊した[45]。
  - 塩尻市では、小野神社の長野県宝である本殿のうち1棟が倒木により大破した[46][47]。
- 東京都八王子市ではビルの屋上からの落下物により、4名が負傷した[48]。
- 青森県西目屋村（世界自然遺産である白神山地の津軽峠付近）にあった推定樹齢400年以上のブナの巨木「マザーツリー」の幹が折れているのが発見された[49]。
- 北海道では5日朝にかけて台風が通過。当日判明分で、恵庭市の小学校で屋根がはがれたり、窓ガラスが割れるなど、建物被害や農業被害が相次いだほか、6名が負傷した[50][51]。なお、翌6日未明に北海道胆振東部地震が発生した[52]。

### 高潮による被害
- 関西国際空港では、高潮による滑走路の浸水やターミナルビルの浸水、停電などで閉鎖、さらに関西国際空港連絡橋にタンカーが衝突し連絡橋が中破、一時孤立した[53][54][55][56]。詳細は、後述の「#交通」を参照。

- 兵庫県西宮市甲子園浜2丁目では、高潮による浸水の後、約100台の中古車が炎上した[32]。神戸市の六甲アイランドでもコンテナが炎上した[57]。芦屋市などでは流出したコンテナが漂着した[58]。
- 兵庫県西宮市の西宮浜では、潮の流入を防ぐために設けられた鉄製の防潮門扉が3カ所で押し破られたり、開いたりする被害があった[59]。
- 西宮市の鳴尾橋に船がぶつかり橋げたがずれたが、2019年9月4日に復旧[60]。西宮ケーソンでは船が乗り上げ復旧は2019年7月末になった[61]。
- 神戸市東灘区深江北町や深江本町では住宅や店舗が浸水[32]。兵庫県芦屋市南芦屋浜地区でも住宅が浸水[57]。和歌山市雑賀崎の工業団地では堤防が破壊されて海水が侵入し、約10社が浸水した[57]。
- 安治川水門などでは乗り越えるまであと1.5mに迫られたが、防潮施設で約17兆円の被害を防いだ[62]。

### インフラへの影響

#### 大規模な停電
- 関西電力では4日、兵庫県、大阪府、京都府、滋賀県、福井県、奈良県、和歌山県、三重県を中心に8府県で約224万7000戸が停電した[63]。原因は、強風による電柱の倒壊が相次いだり、電線が切れたり、電柱の変圧器に飛来物が当たって故障したことなど[28]。少なくとも581本の電柱に被害が出た[28]。関西電力社長によると、台風被害としては平成で最大だった[64]。2日後の6日0時時点でも31万6000戸が停電していた[57]。9日に、関西では約3万戸が停電したままであり、台風で倒木や家屋崩壊、土砂崩れなどが起きたため、作業場への立ち入りが困難な地域があることから、完全復旧が長期化する可能性があると関西電力は明らかにした[65]。14日には36戸になったが[66]完全復旧は20日になった[67]。4日昼過ぎからシステムの不都合により停電情報が更新できなくなり、復旧は6日になったが[68]、システムでは検知できない停電も多数あった。
- 吉村洋文大阪市長は、5日の会見で、関西電力から自治体や市民への情報提供が不十分であったことを指摘し、改善を要求し、株主提案も検討する方針であることを明らかにした[69]。
- 中部電力では、長野県、静岡県、愛知県、岐阜県、三重県5県で約69万5320戸が停電した。北陸電力では、岐阜県、富山県、石川県、福井県4県で約1万3930戸が停電した[70]。北海道電力では、5日13時5分時点で約2万7000戸が停電していた[64]。

#### 交通
- 関西国際空港では4日、ターミナルビル側のA滑走路3,500mのほぼ全域が最大50 cm浸水、第1ターミナルビルの1階到着ロビーや地下の機械室などが浸水し、電気施設の一部が水没したことにより同ターミナル全体が停電した。さらに日之出海運が所有し鶴見サンマリンが運航するタンカーが強風に煽られて漂流し関西国際空港連絡橋に衝突、橋桁が大きくずれるなど損傷し、鉄道も支障した。これにより連絡橋のJR関西空港線・南海空港線・関西空港自動車道が全て不通や通行止めとなり、空港は全面閉鎖、孤立状態となった。そのため利用客3,000人と職員2,000人（当初見積もり）が空港ターミナルビルに取り残され一晩を明かした[71][72]。翌5日早朝から、関西エアポートは神戸空港との間の定期航路旅客高速船ベイ・シャトルを臨時運航させ、また合わせて連絡橋の一部が特定車両通行可となったためシャトルバスを運行させ、23時までに希望者約7,800人[73]が救出されたと発表[74][75]。7日には一部の国内線発着と、リムジンバスや工事関係者など特定車両の通行が可能となったが、線路損傷に伴い鉄道が運行不能となるため、当面はバスとベイシャトルのみのアクセスとなった[76]。暫定的運用が続いていたが、14日までに国内線第1・第2ターミナルと国際線南ウィング側が復旧[77] 、18日には鉄道が運転再開した[78]。2019年4月8日に関空連絡橋が、約7か月ぶりに上下各3車線が全面復旧した[79]。
- JR西日本は3日、京阪神の在来線全線で4日午前10時ごろまでにすべての運転を取りやめる計画運休を発表した[80][81]。近畿地方のほぼすべての私鉄も4日正午までに運転を取りやめた[82]。地下鉄についても地上区間のある路線などが運転見合わせとなった[83]。
- 本数を減らして運行していた東海道新幹線は、4日14時ごろから全線で運転を見合わせた[84]。
- 阪堺電気軌道阪堺線の大小路停留場のテント屋根が倒壊、神明町停留所・花田口停留所・恵美須町停留所、住吉信号所と我孫子道車庫の屋根が損傷した。4日午後1時10分ごろ、大阪府阪南市にある南海本線尾崎駅の駅事務室の券売機から出火し、駅舎が全焼した。この火災によるけが人はいなかったが、尾崎駅は運転再開後も臨時で列車を通過させていた。9月11日の始発から営業を再開することを7日、南海電鉄が明らかにしたが[85][86]、翌年4月6日まで待避設備が使用不可になった。
- 日本航空は、関西国際空港の閉鎖に伴い、欠航した国際線に乗るはずだった乗客救済のために、9月5日および6日に、ロサンゼルス、ホノルル、台北の3都市と成田国際空港を結ぶ臨時便を運航することとした[87]。
- 叡山電鉄鞍馬線では倒木などにより最長約50日の運休になった[88]。

### 公共施設・文化財等への影響
インフラ・ライフライン関係を除く。
- 大阪市、神戸市、京都市、和歌山市、奈良市などの公立学校園は前日に臨時休校を決めた[89][90][91][92][93]。
- 7日、京都府では文化財222件に被害が確認された[94]。
- 神戸市立須磨海づり公園は被害を受け、長らく復旧の見込みは立っていなかったが、2024年11月に再開することを、2022年に神戸市が発表した[95]。

### 産業への影響
農林水産省は、この台風による農林水産関係の被害額は2018年12月7日時点で442億円あまりにのぼると発表した。うち、農業用ハウスは206億円を占めた。
農作物などにおいては、東北、北海道など各地で果樹の落果や飼料作物の倒伏被害が発生し、青森県弘前市ではリンゴの落果、北海道では飼料用トウモロコシや蕎麦の倒伏、和歌山県では柿が落果した。
- 長野県では強風の影響でリンゴやナシなどの果樹を中心に被害があり、9月5日には農業被害額が7億3,200万円に上った[98]。
- 秋田県では強風と大雨の影響でモモやナシなどの落果を中心に被害があり、9月6日には農業被害額が8,639万円に上った[99]。
- 奈良県では強風の影響で柿やナシなどの落果とハウスの破損を中心に被害があり、9月6日には農業被害額が1億6900万円に上った[100]。
- 和歌山県では強風の影響で、9月6日には柿やみかんなどの落果とビニールハウスの倒壊や選果場の破損など総額20億6,800万円、水産関係は養殖いけすの破損など3300万円、林業関係は倉庫の破損など7,000万円あまりの被害が確認された[101]。また、近畿大学は、和歌山県串本町にある養殖施設において台風の影響により「近大マグロ」約250匹が死に、約350匹がいけすから逃げ、被害総額は約1億円と9月10日に発表した[102]。
- 兵庫県では強風の影響で神戸市や阪神間での被害が目立ち、9月6日には農畜産業施設・機械関係で約2億円、農地・農業用施設で約4,000万円、農産物被害で約2.2億円、水産・漁港関係は約3,000万円などの被害が確認された[103]。

映画館などの施設、百貨店では、終日休業が相次いだ。
- ユニバーサル・スタジオ・ジャパンでは、4日の終日休業に続き、園内整備のため5日についても終日休業を発表した。2日連続の休業は2001年3月末の開園以来初めてであった[105][106]。

物流に置いては、前述の関西国際空港の閉鎖の影響で、電子部品等を航空便で輸出している国内企業が、他の国内空港への輸送振替の対応に追われるなど、影響が及んだ。

### イベントなどへの影響
- 台風の進路上に所在するほっともっとフィールド神戸で行われる予定だったオリックス・バファローズ対東北楽天ゴールデンイーグルス戦[108]、石川県立野球場で行われる予定だった読売ジャイアンツ対横浜DeNAベイスターズ戦[109]の2試合が昼までの早い段階で中止となった。比較的進路から離れていた関東でも影響があり、ZOZOマリンスタジアムの千葉ロッテマリーンズ対福岡ソフトバンクホークス戦では、風速20メートルを超える強風のため、試合開始直前に中止となった[110]。
- 地方競馬は、4日の金沢競馬場（5日に順延）[111]、5日[112]・6日[113]・7日の園田競馬場（6日開催分は10日に順延）[114]がそれぞれ中止。
- 9月8日に泉大津フェニックスで行われる予定だった「OTODAMA'18～音泉魂～」が台風により会場の施工物が大きく損傷し、別会場での開催を検討したが条件などが整わず中止を決定した。

### 損害保険
日本損害保険協会の発表では、この台風による損害保険の支払額が1兆円を超えた。協会によると、火災保険や車両保険などで個人や企業を対象にした支払いは、2019年3月末までに1兆678億600万円に上った。この年の支払額は、東京・神奈川・静岡で被害が出た台風24号によるもの（3061億円）も含め総計で1兆5694億円であり、これは前年度である2017年度と比較して8.4倍であった。

被害の様子
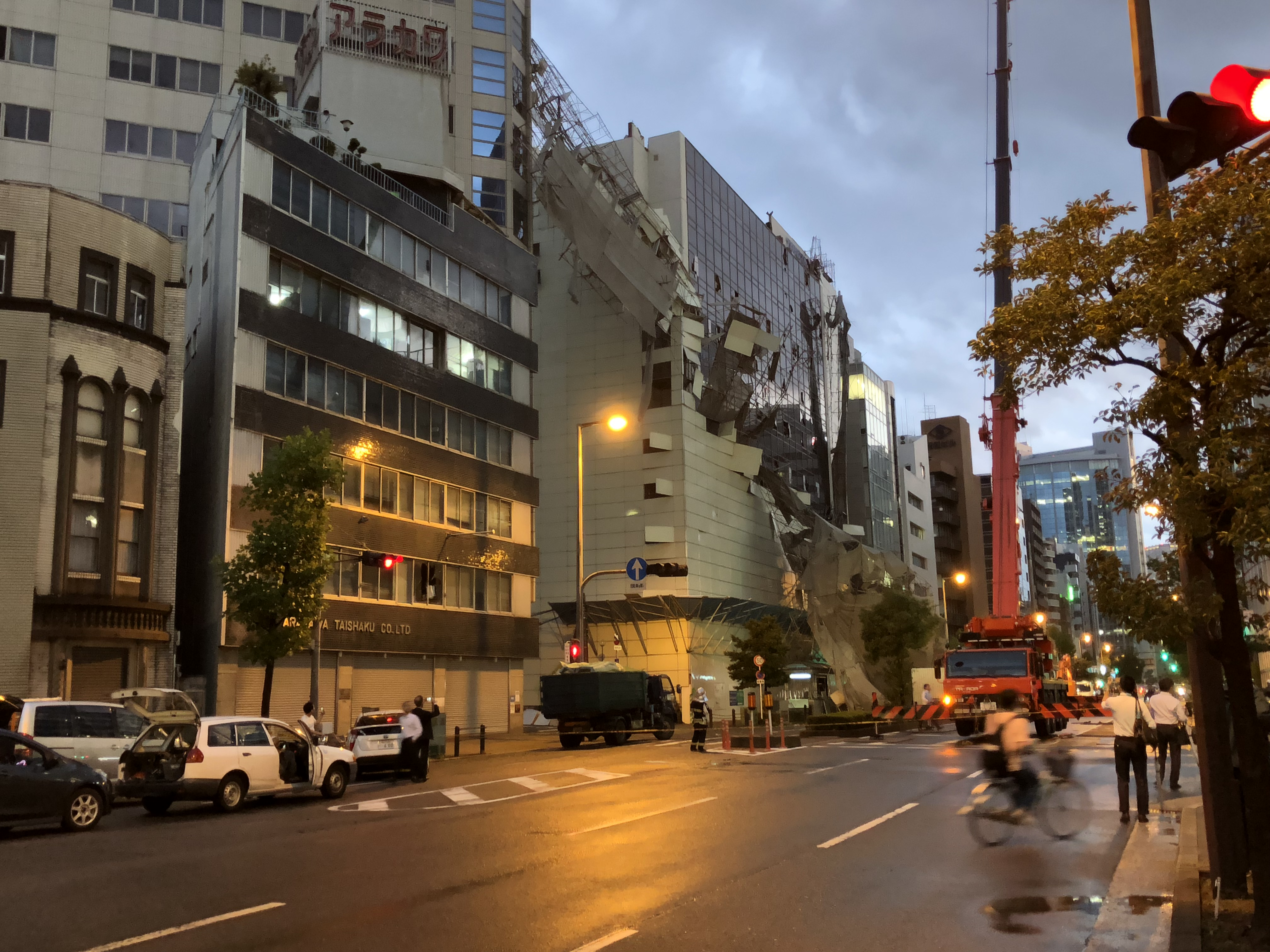
強風で倒壊したビル解体現場の作業足場（大阪市西区）
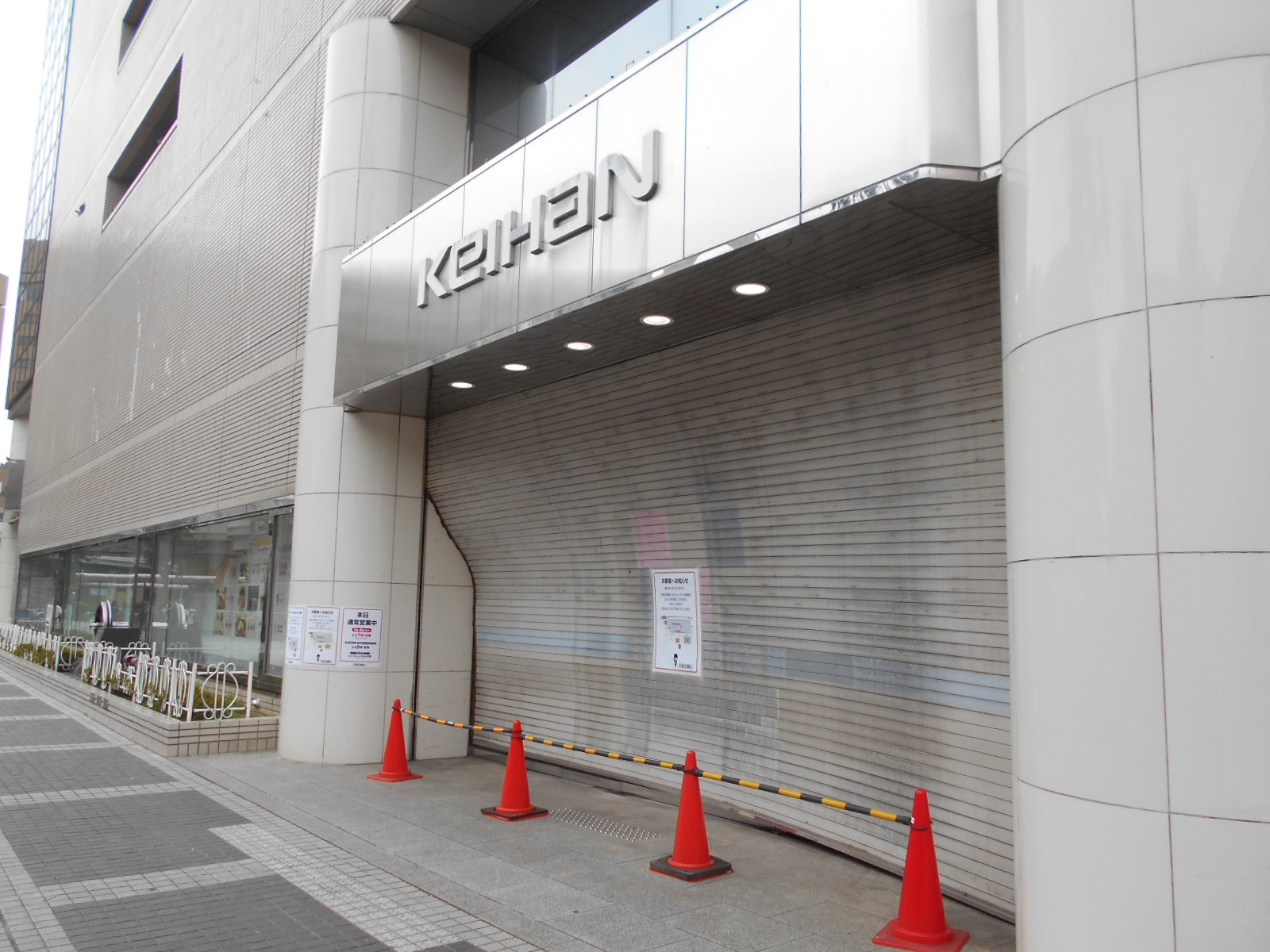
損傷した京阪百貨店守口店のシャッター
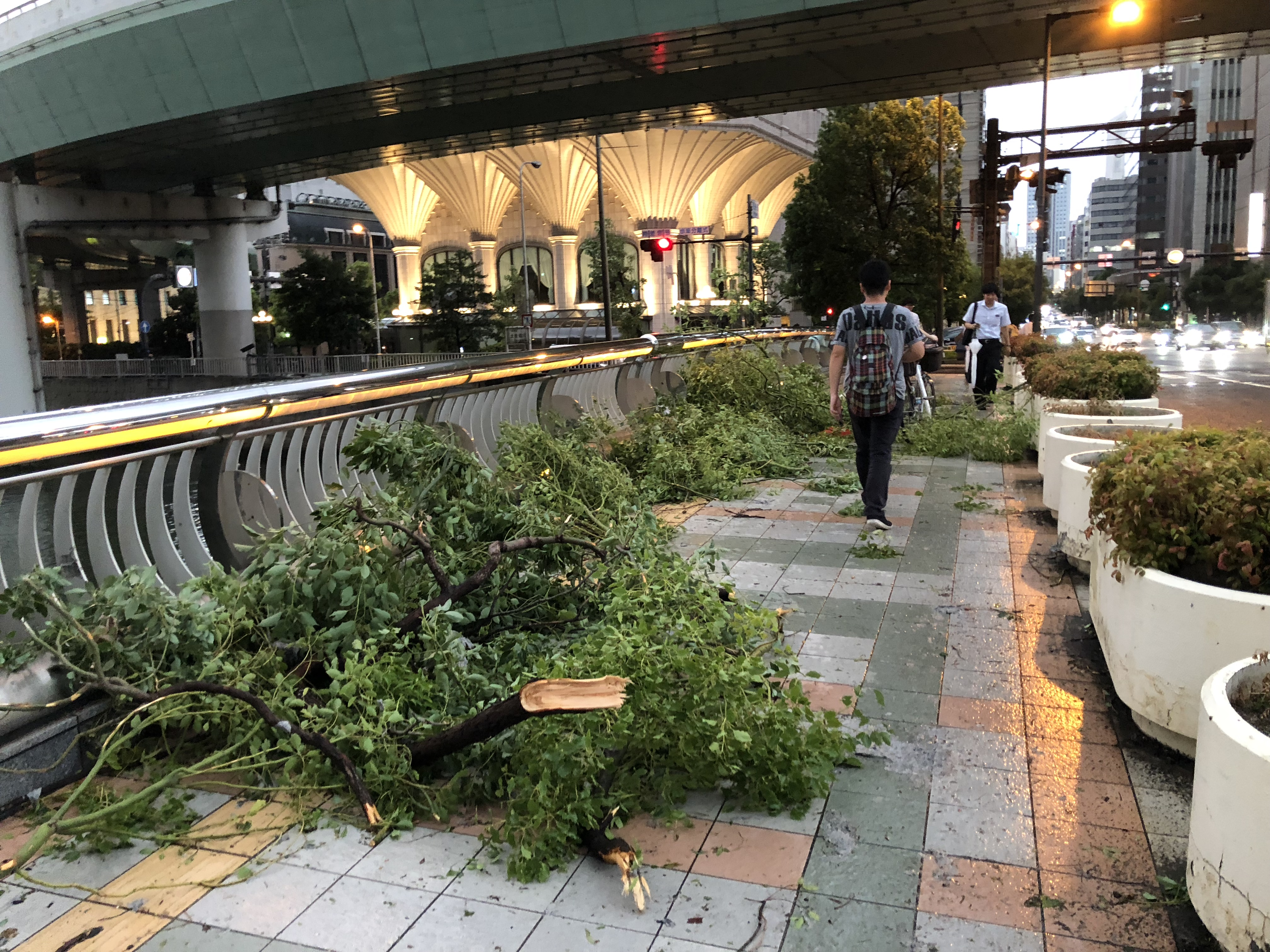
肥後橋における倒木
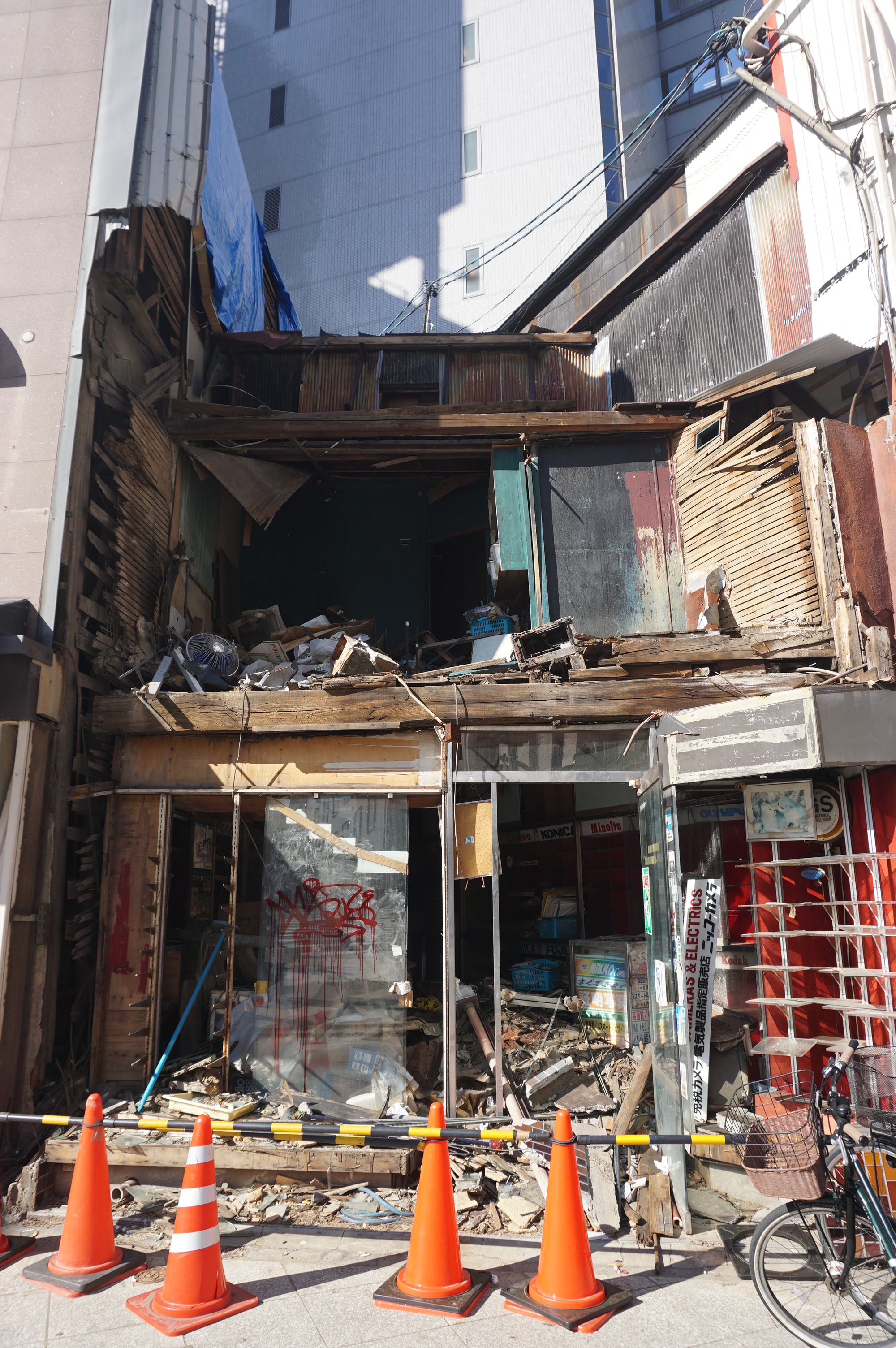
被災した難波のカメラ店の店舗
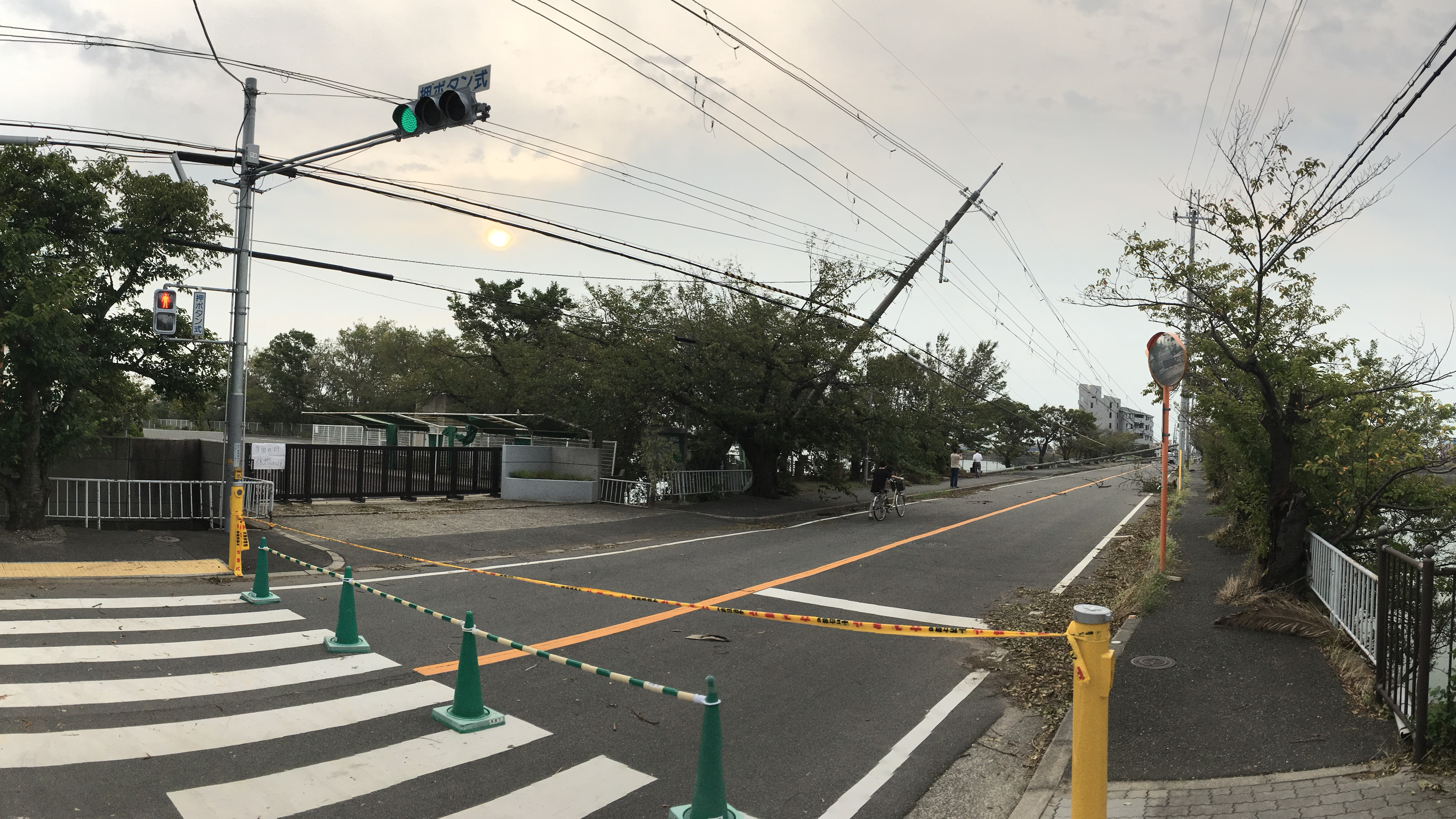
暴風で倒れてしまった複数の電柱（泉南市民体育館周辺）
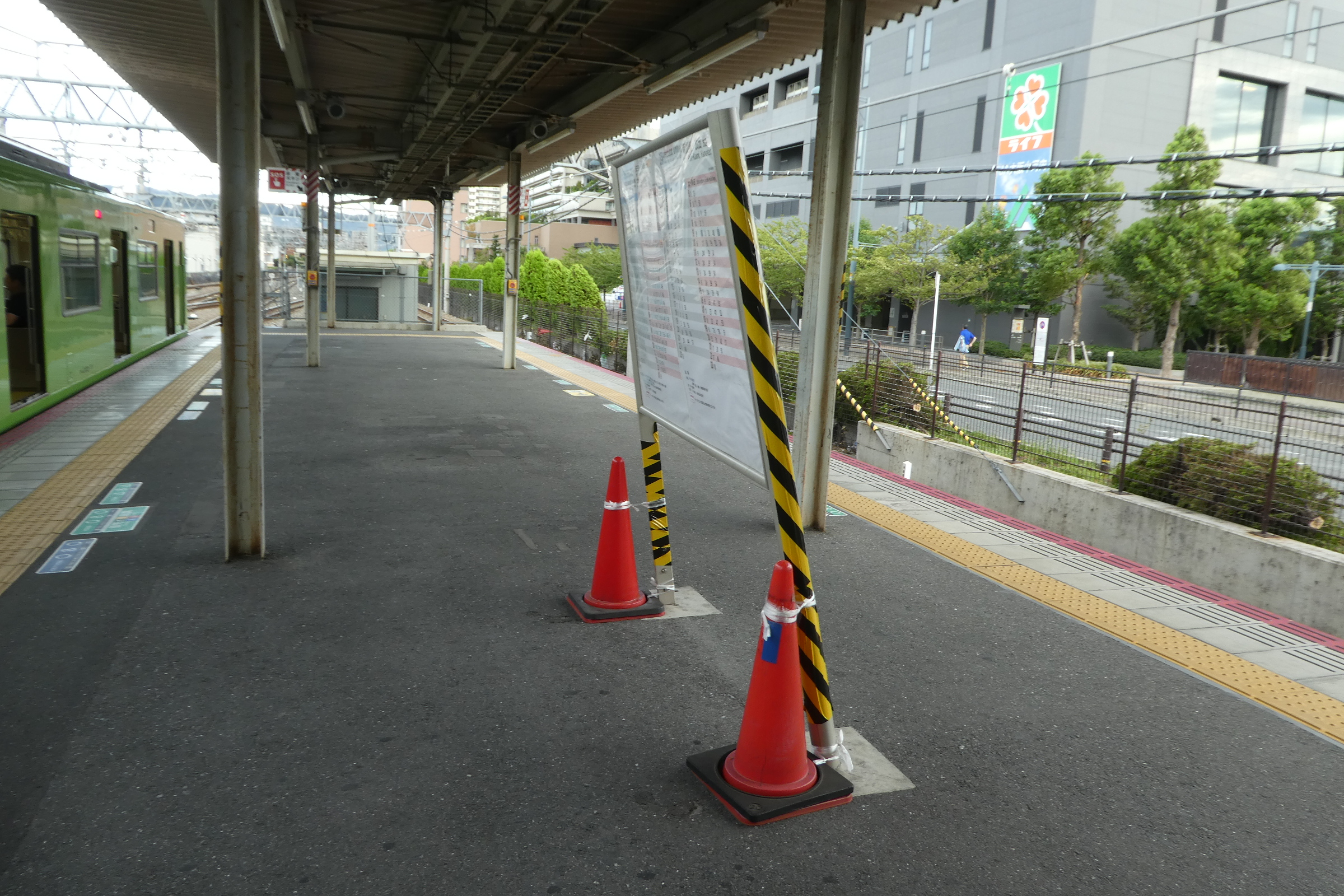
傾いた時刻表（JR大和路線久宝寺駅）
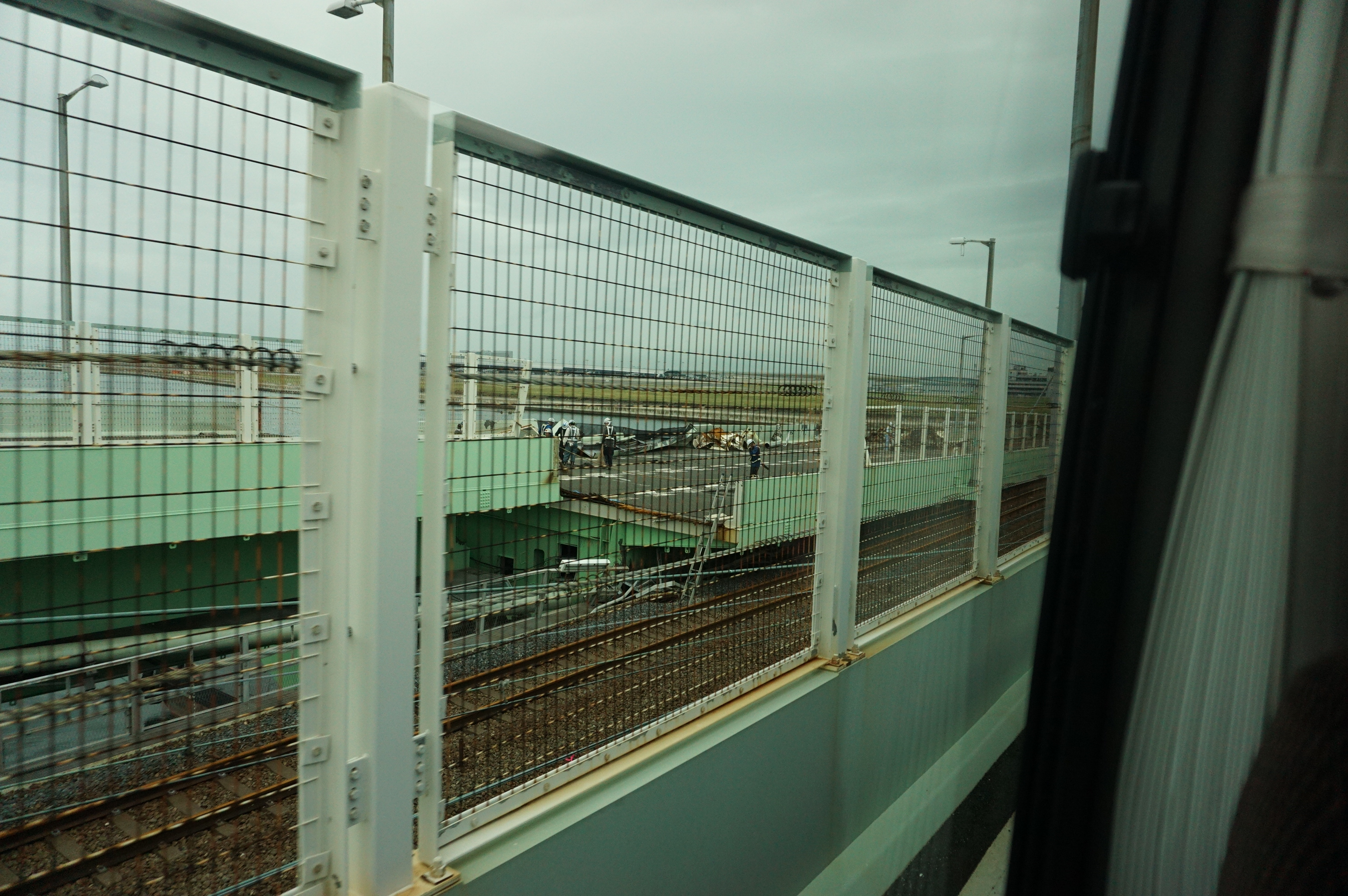
タンカーが衝突して損傷した関西空港連絡橋（列車代行バス車内から撮影）
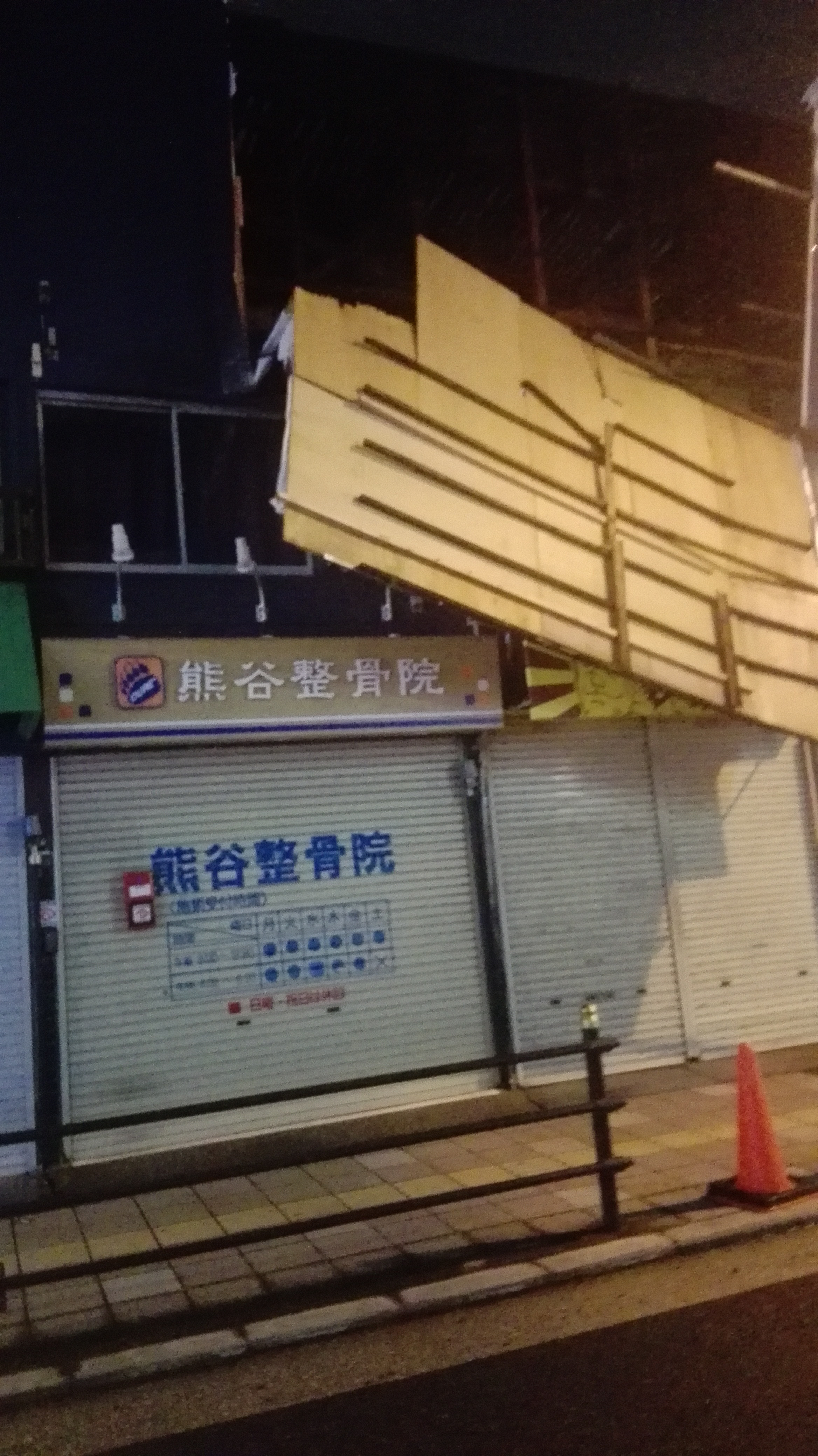
屋根が落下した大阪市鶴見区放出の病院
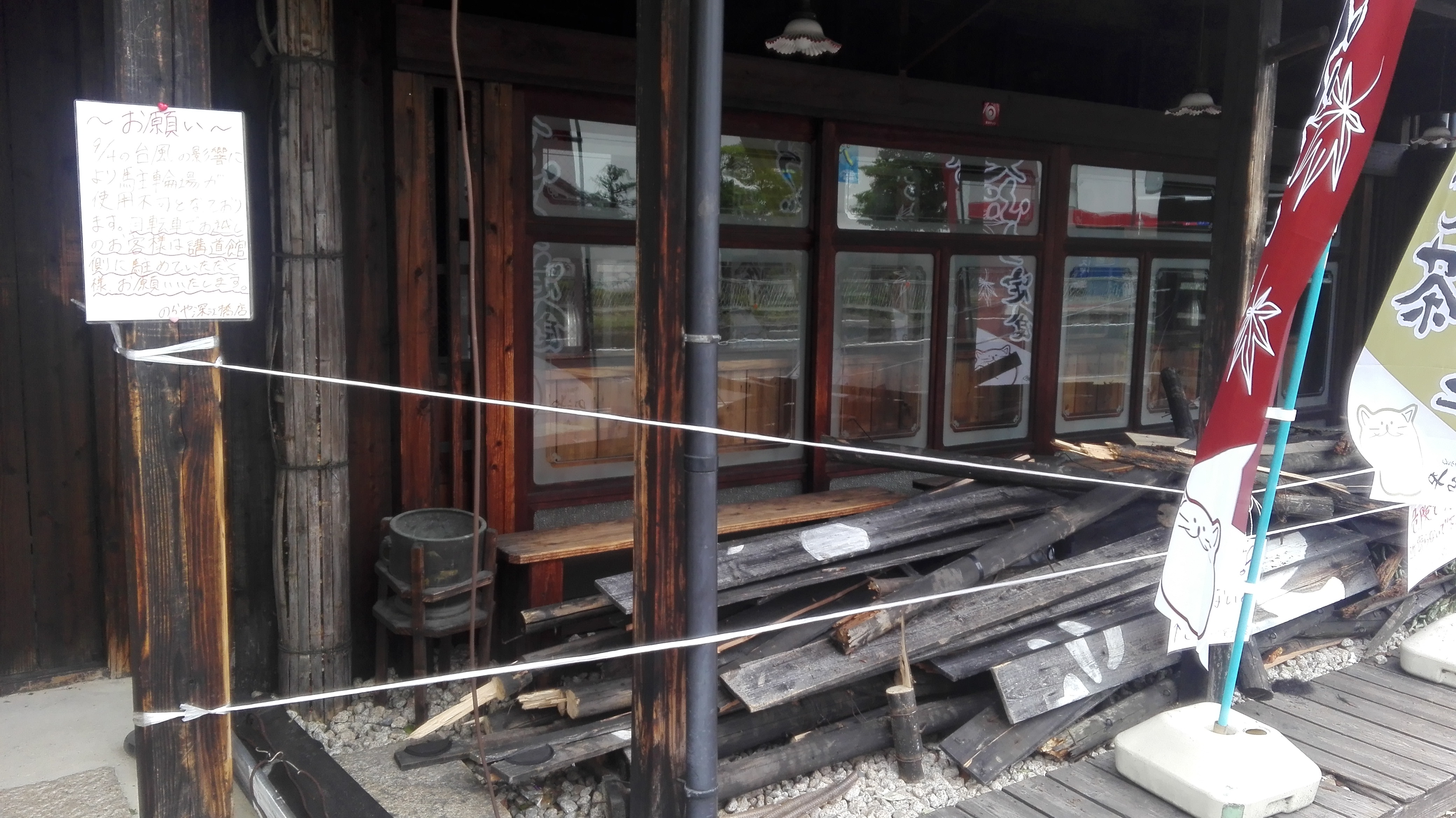
台風によりがれき処理場となった大阪市深江橋の大衆食堂の駐輪場
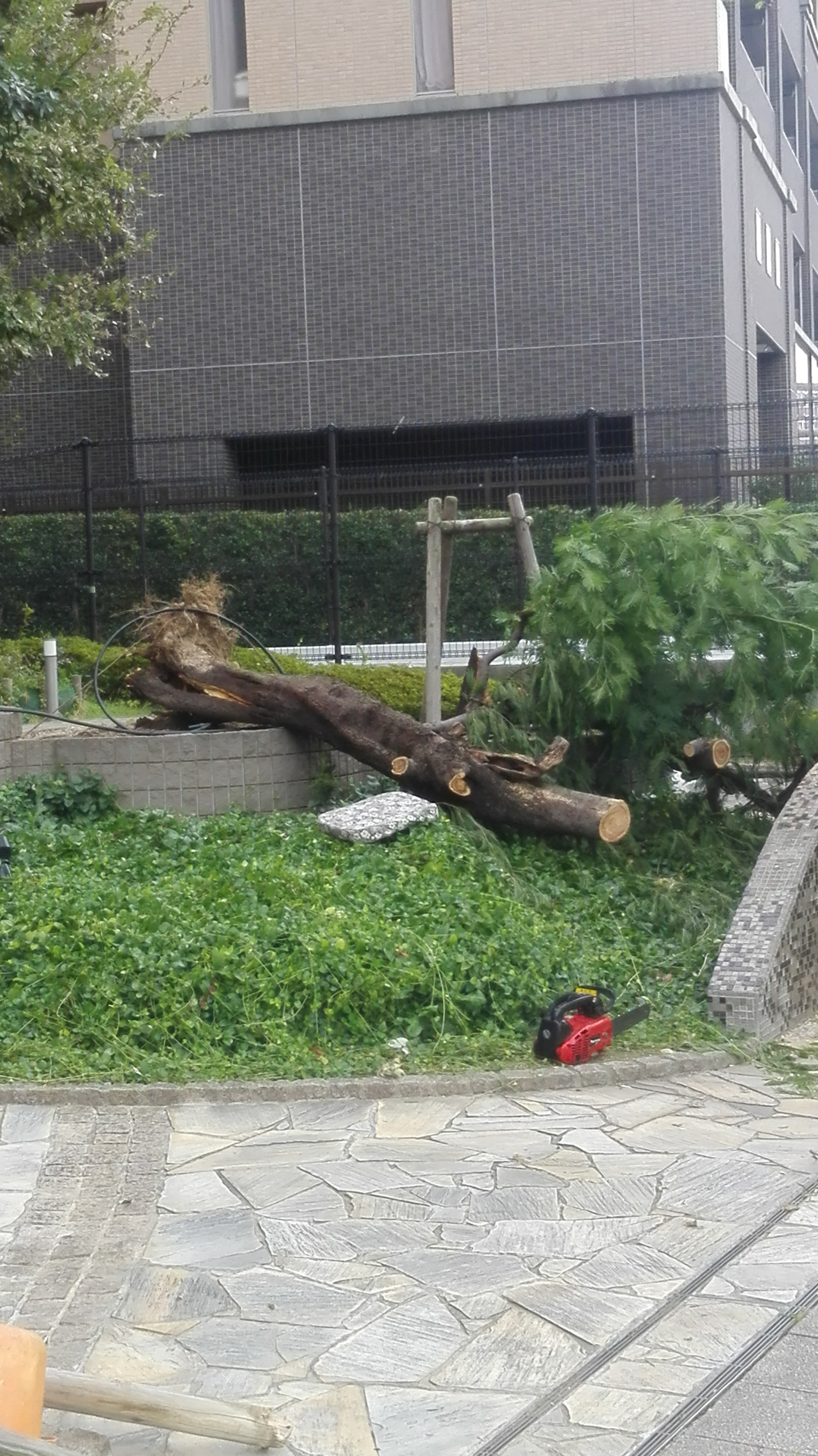
大阪市放出駅東口付近のマンションにおける倒木
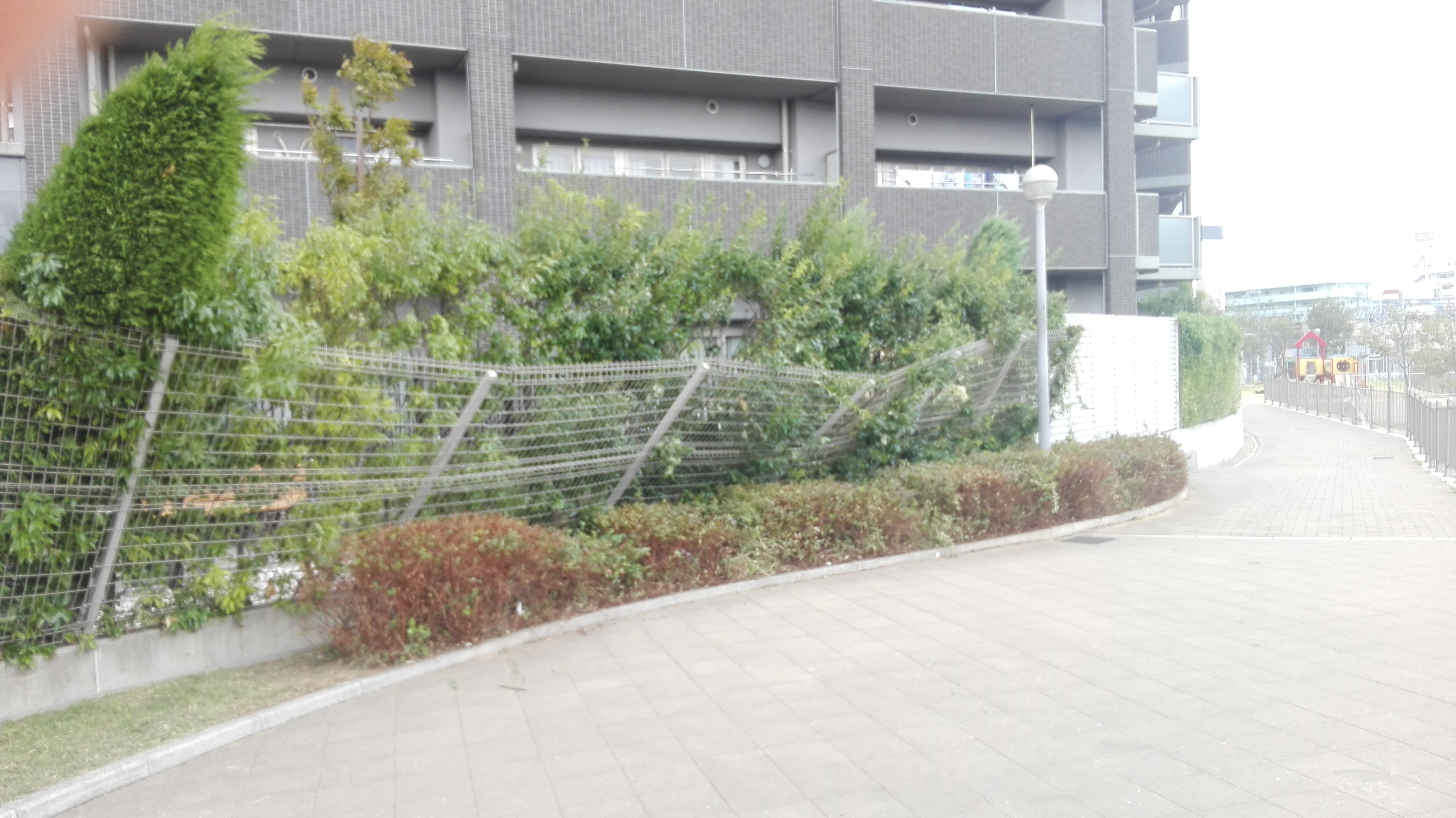
大阪市放出駅東口付近のマンションにおいてえぐれ倒れた金網
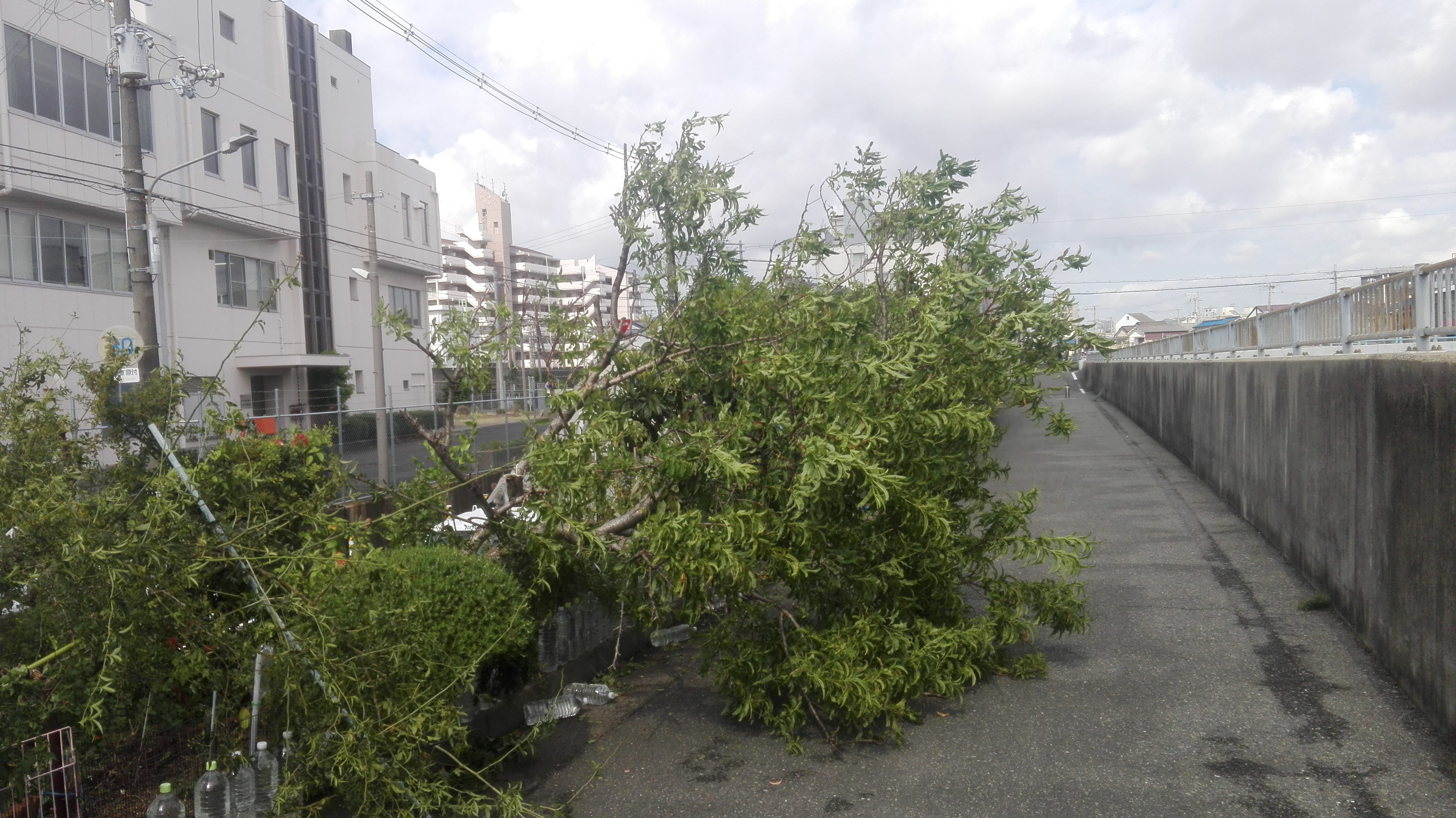
東大阪市寝屋川沿いの遊歩道における倒木
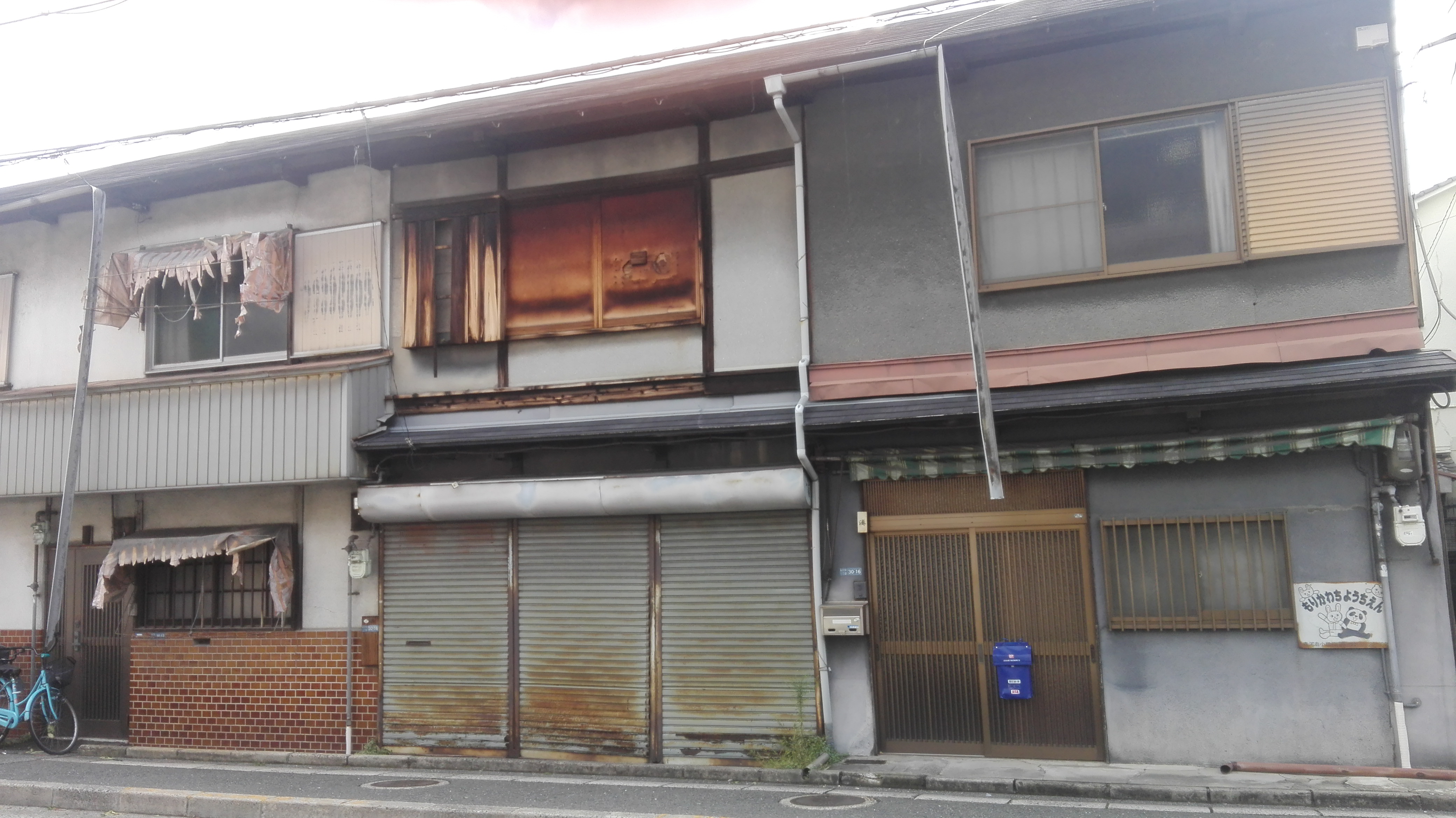
東大阪市森河内の文化住宅において破損した排水パイプ
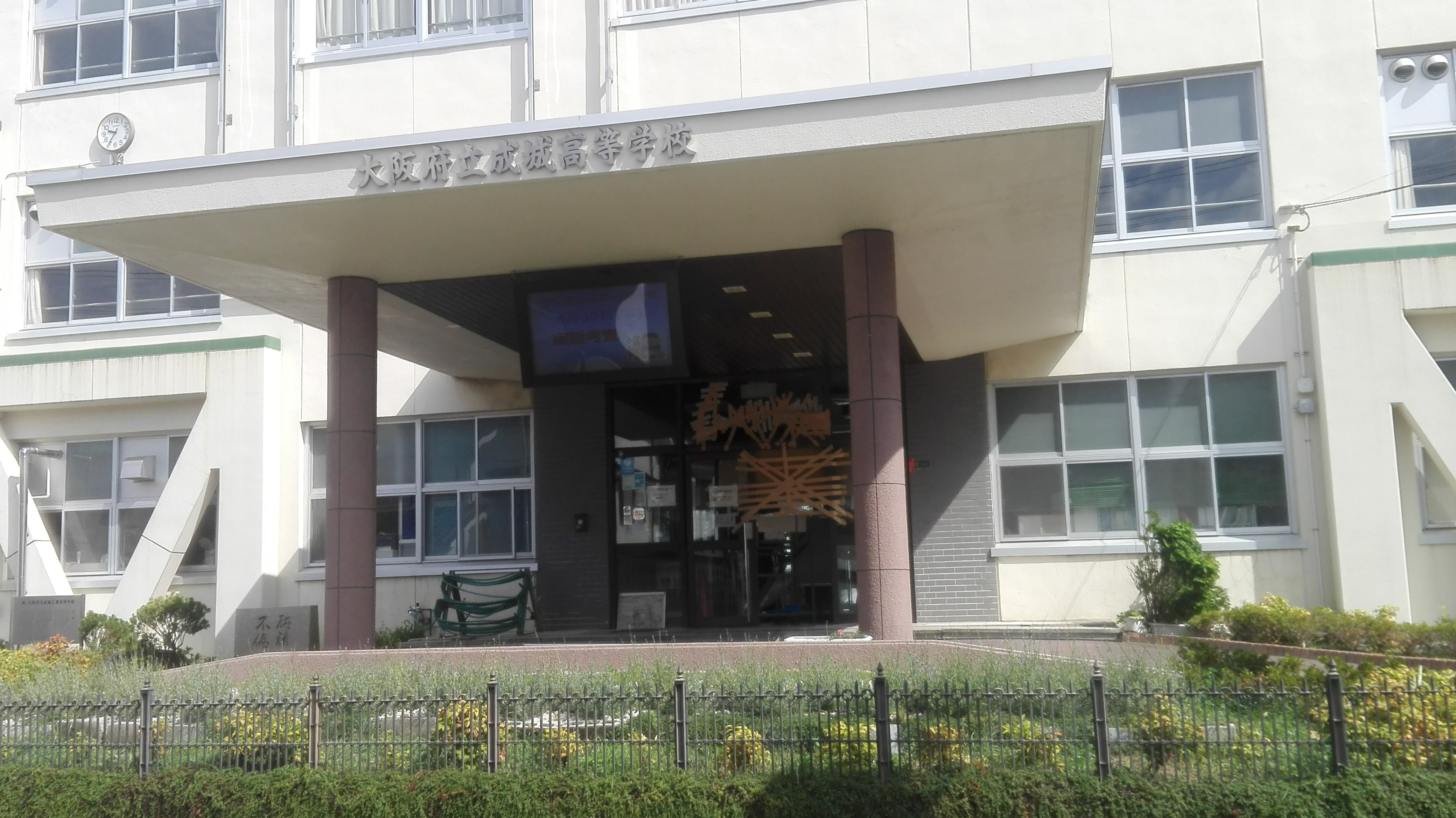
ガラス戸が破損した大阪府立成城高等学校の正門
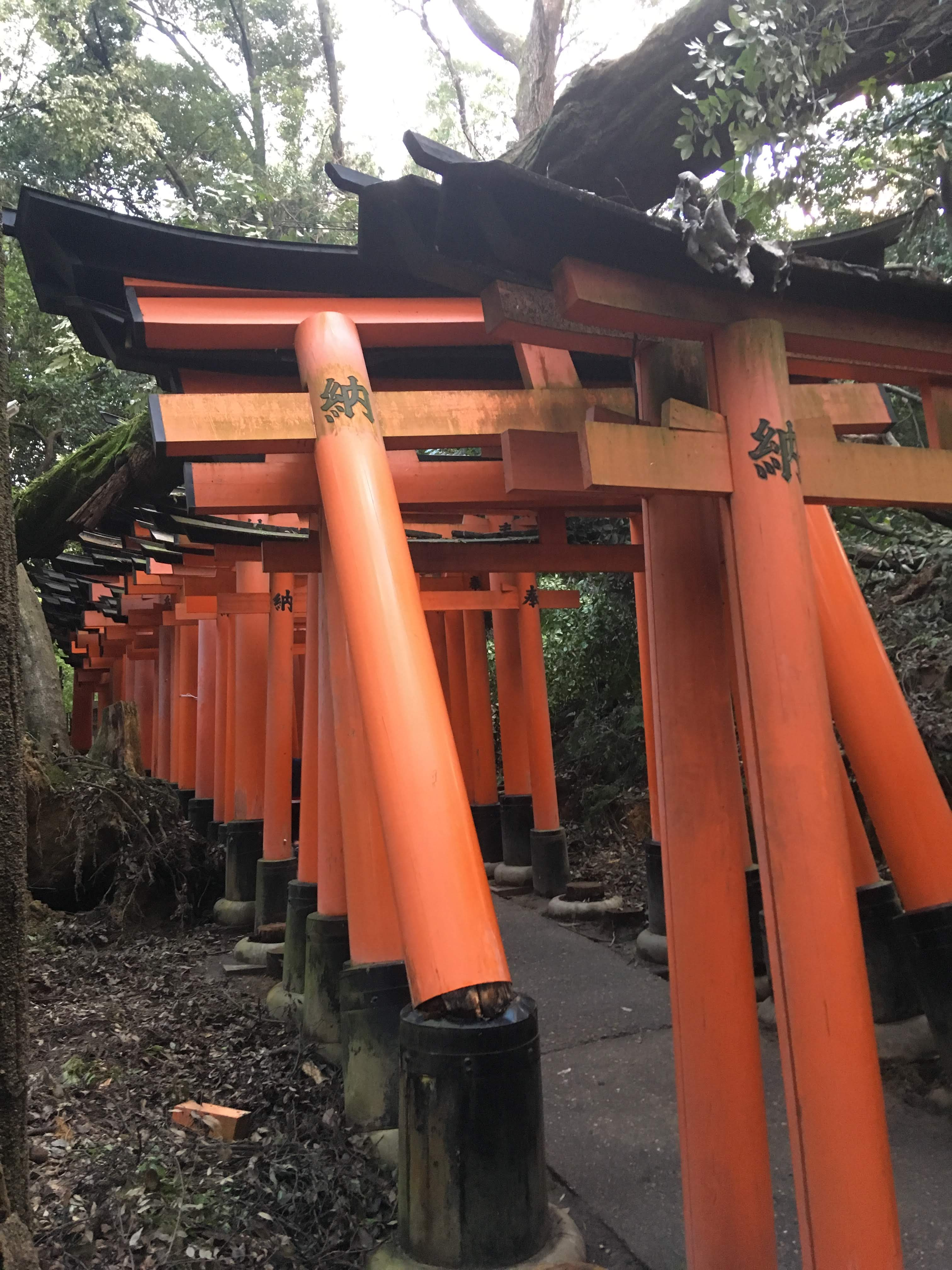
一部が倒れるなどした京都市伏見区の伏見稲荷大社の鳥居
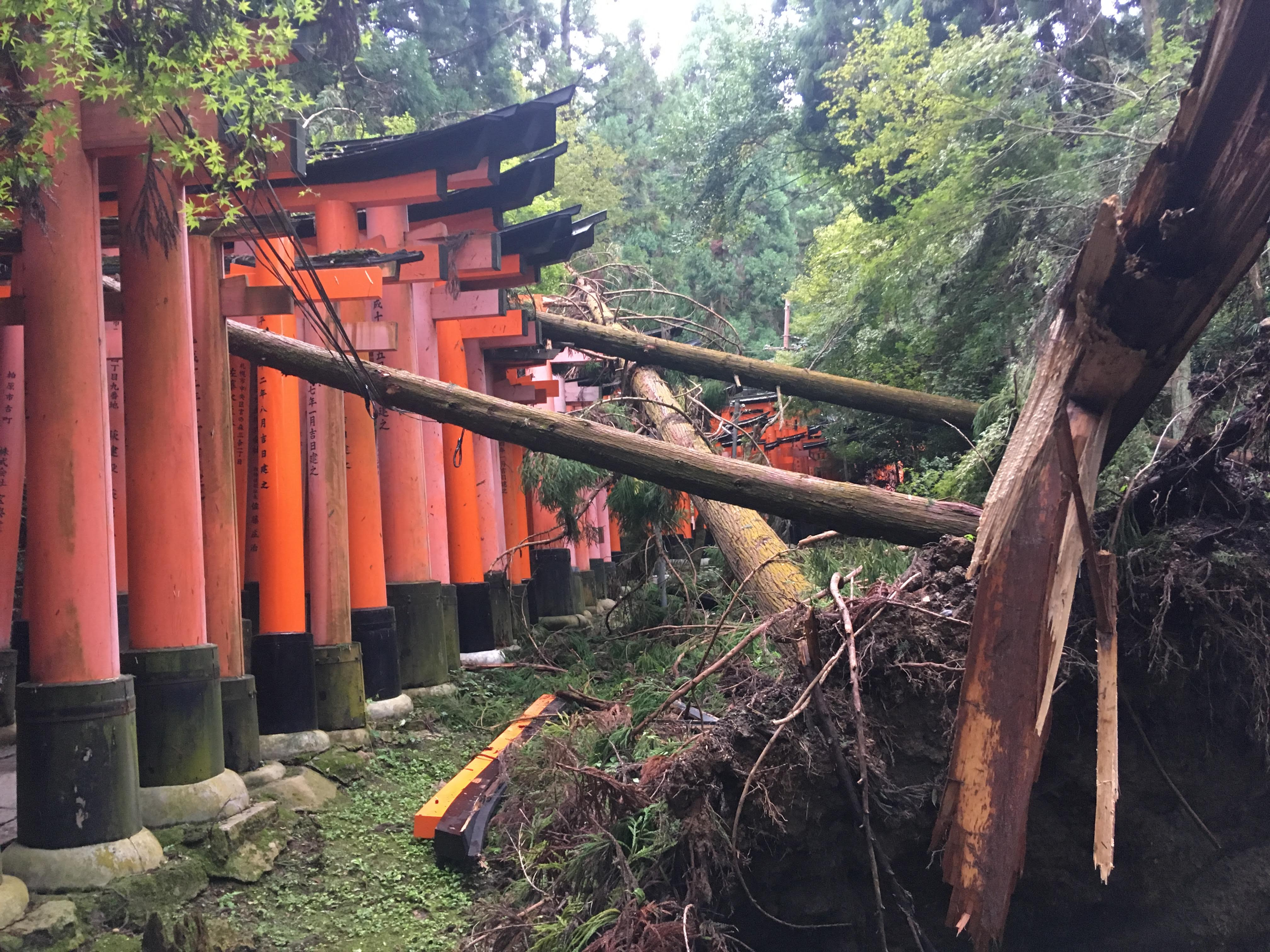
京都市伏見区の伏見稲荷大社における倒木
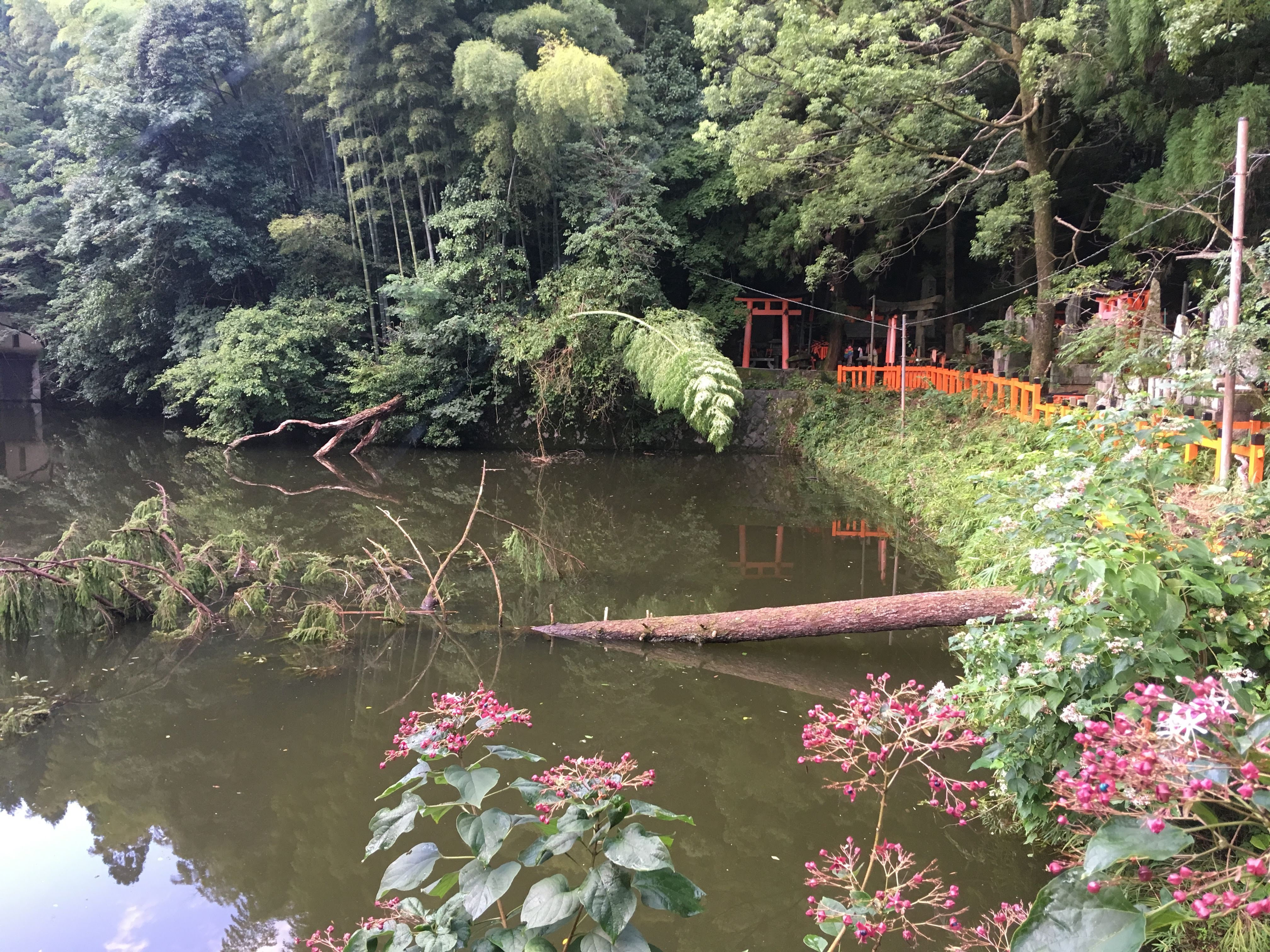
京都市伏見区の伏見稲荷大社山までの湖における被害
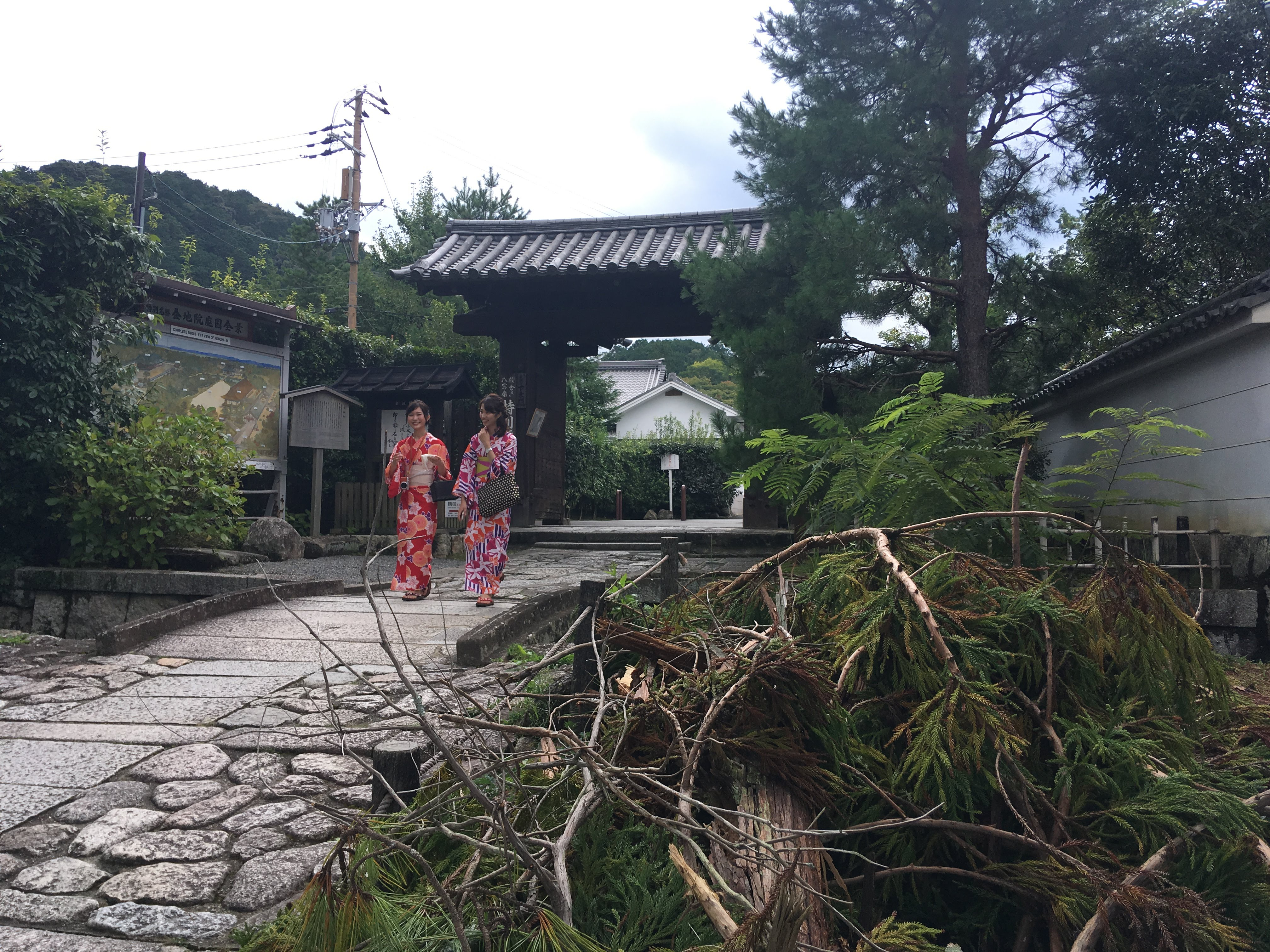
京都市左京区金地院の入り口における倒木
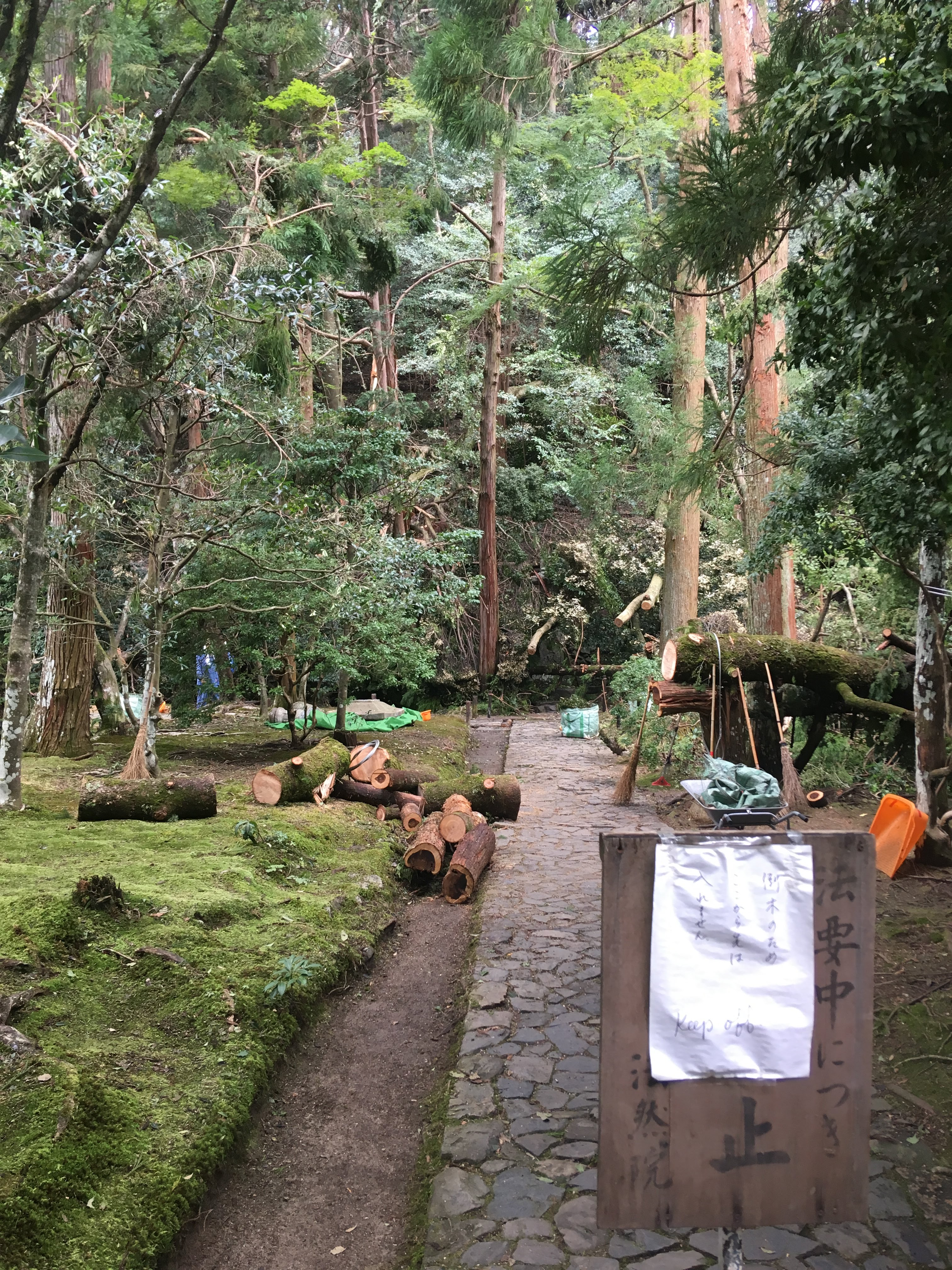
京都市左京区の法然院付近の小道における倒木
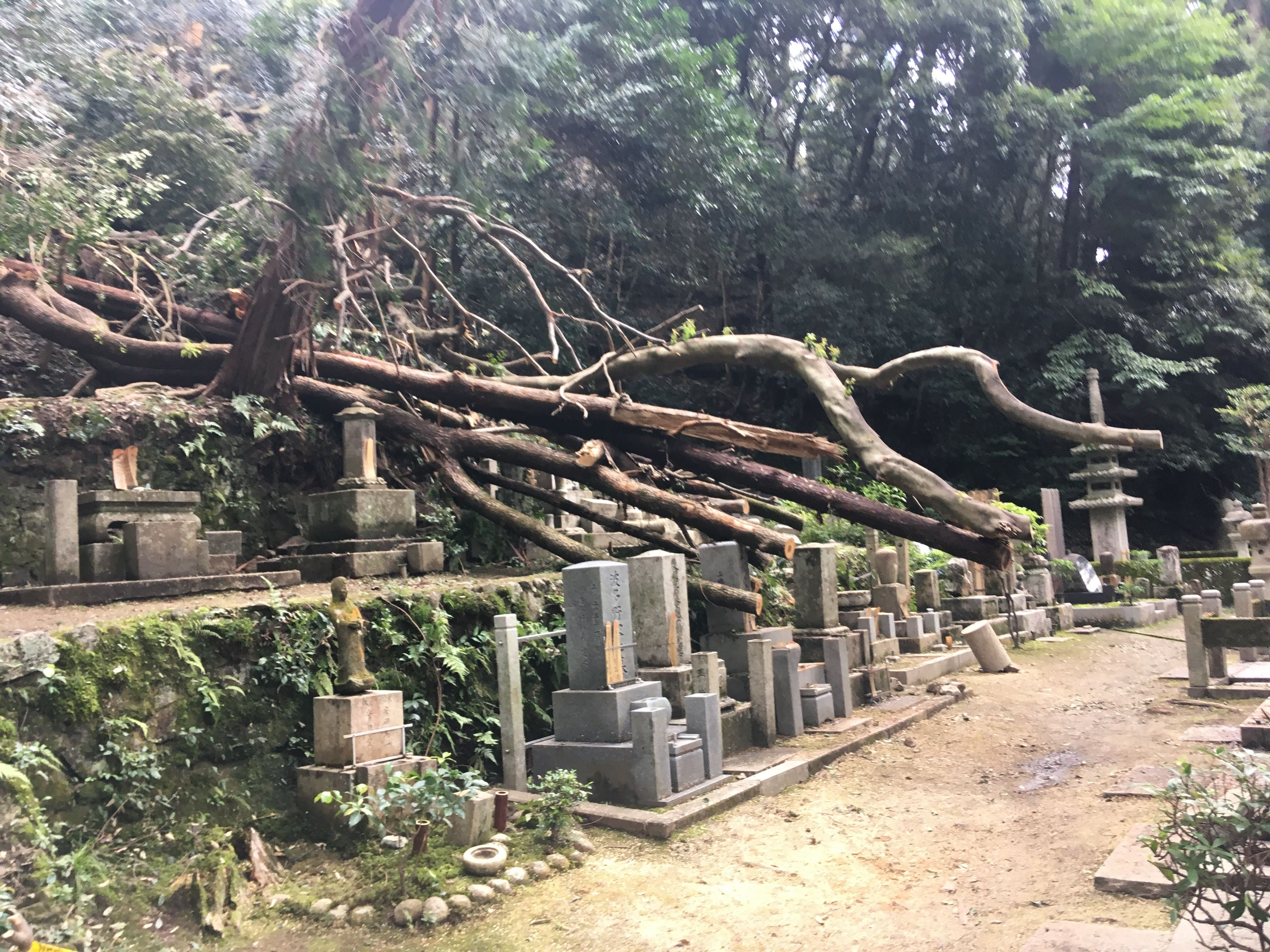
京都市左京区の法然院付近の墓地における倒木
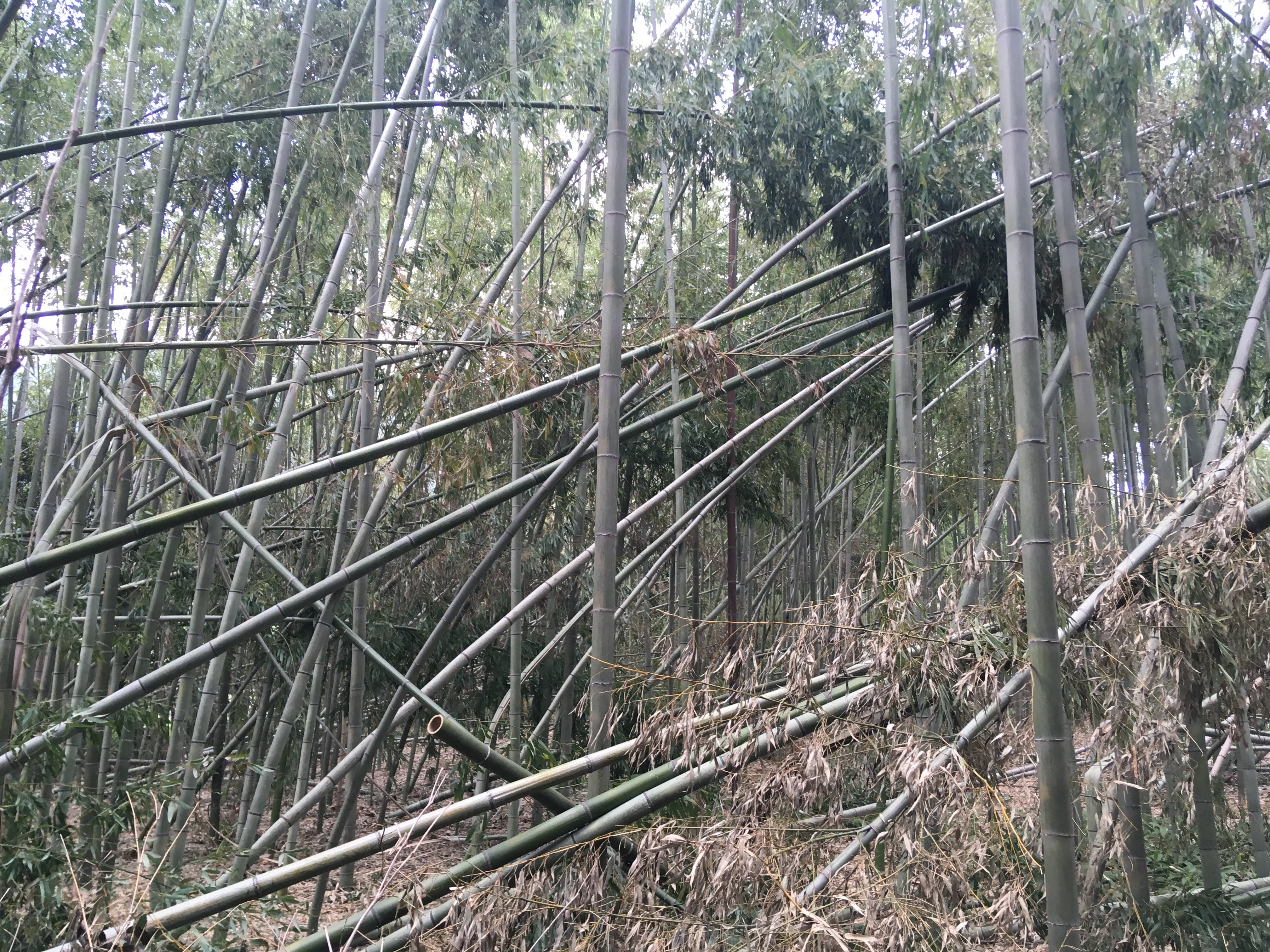
京都市の嵯峨野竹林における被害
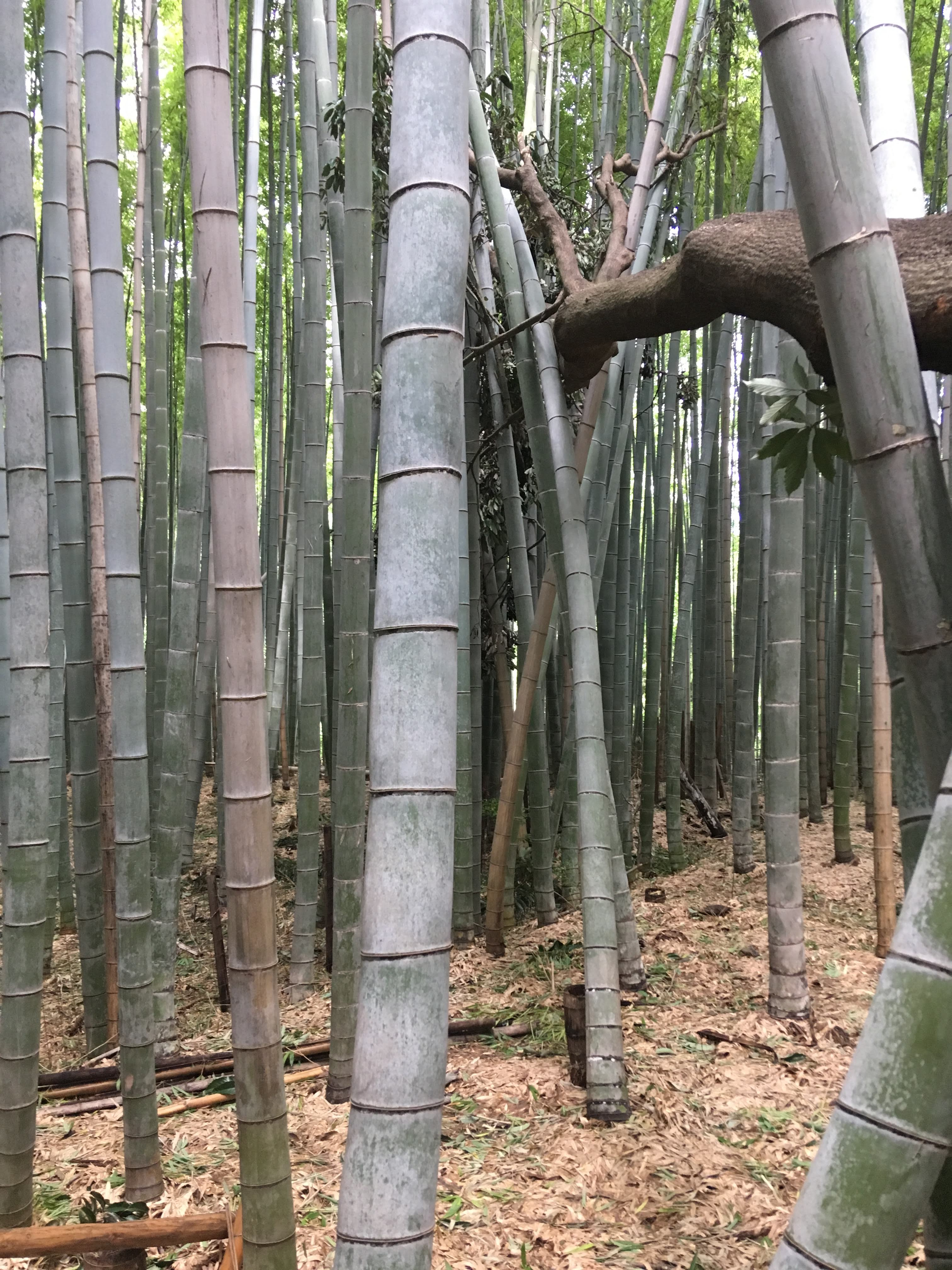
京都市の嵯峨野竹林における被害

## 行政の対応

### 政府
9月3日15時00分に情報連絡室を設置し、平成30年台風第21号に係る関係省庁災害警戒会議を開催。17時50分に平成30年7月豪雨非常災害対策本部会議（第20回）を開催。
9月5日17時00分に平成30年台風第21号に係る関係省庁災害対策会議を開催。
内閣府
上陸の前日（3日）15時に内閣府情報連絡室を設置。4日17時、安倍晋三内閣総理大臣は総理大臣官邸で開かれた平成30年7月豪雨非常災害対策本部会議（第22回）で、「被害の拡大を極力防ぐため、引き続き全力を尽くしてほしい」と述べた。
気象庁
3日11時10分に臨時の記者会見を行い、厳重な警戒を呼びかけた。各地の気象台でも、台風の影響に応じて、順次台風説明会を実施。また同日から5日に、接近に伴い地方公共団体の防災対応を支援するため、気象庁は地元の気象台からJETT（気象庁防災対応支援チーム）をのべ63人を派遣した。

### 文部科学省
9月4日 和歌山県からの要請を受け、国立研究開発法人 宇宙航空研究開発機構（JAXA）が陸域観測技術衛星2号「だいち2号」(ALOS-2）による緊急観測を実施。

### 国土交通省
9月4日 国土交通省非常災害対策本部会議を開催。
9月6日 12:00時点で近畿地整より関西空港へ、中国地整より倉敷市へ排水ポンプ車16台、照明車2台の計18台を派遣中。
9月10日 近畿地方整備局より関西国際空港へ9月5日より派遣していた10台の排水ポンプ車により、鉄道掘割部をはじめ5か所の浸水被害箇所の排水作業が完了した。

## 国際社会の対応
中華民国（台湾）
蔡英文総統は5日、Twitterに「台風21号は日本の関西地方を中心に甚大な被害をもたらしています。被害に遭われた方々には、心よりお見舞い申し上げます。日本では最近、台風や豪雨災害が相次いでいます。たびたび自然災害に見舞われる台湾の住民にとって、この状況は決して他人事ではありません。日本の皆さん、共に頑張りましょう！」と投稿した。
 韓国
文在寅大統領は6日、安倍首相にメッセージを送り、その内容をTwitterで公開した。文大統領は北海道胆振東部地震の被害と絡めて「台風と地震で犠牲になった関西や北海道の方々に哀悼の意を表明し、家族を失った人やけがをした人たちに慰労のことばをおくります」とお見舞いの言葉を送ったうえで、「台風と地震が相次いで発生し、衝撃は大きいと思いますが、自然災害に徹底的に備えてきた日本の底力が発揮されると信じています」とエールを送った。

## その他
- この台風について気象庁は名称を定めてはいないが、片平敦のように、被害の規模や後世への災害記憶の伝承のために、「平成30年大阪湾台風」や、過去の類似した台風のように「第3室戸台風」などの名称をつけるべきとする意見が出た[128]。